# Quận 7
Quận 7  hay còn gọi là Nam Sài Gòn là một quận nội thành cũ thuộc Thành phố Hồ Chí Minh, Việt Nam.
Quận 7 từng là một phần của huyện Nhà Bè trước kia. Quận 7 nổi tiếng với khu chế xuất Tân Thuận, công viên giải trí Wonderland và Khu đô thị Phú Mỹ Hưng (Khu đô thị Nam Sài Gòn).

## Địa lý
Quận 7 nằm ở phía nam Thành phố Hồ Chí Minh, có vị trí địa lý:
- Phía đông giáp huyện Nhơn Trạch, tỉnh Đồng Nai (qua sông Nhà Bè) và thành phố Thủ Đức (qua sông Sài Gòn)
- Phía tây giáp Quận 8 và huyện Bình Chánh với ranh giới là rạch Ông Lớn
- Phía nam giáp huyện Nhà Bè với ranh giới là Rạch Đỉa – Rạch Rơi – Sông Phú Xuân
- Phía bắc giáp Quận 4 (qua Kênh Tẻ) và thành phố Thủ Đức (qua sông Sài Gòn).

Quận có diện tích 35,69 km², dân số năm 2019 là 360.155 người, mật độ dân số đạt 10.091 người/km².

## Lịch sử
Địa bàn quận 7 từ năm 1997 đến nay khác hẳn với quận 7 cũ trước năm 1976.

### Quận 7, Sài Gòn (trước năm 1976)
Ngày 27 tháng 3 năm 1959, Tổng thống Việt Nam Cộng hòa ban hành Nghị định số 110-NV về việc phân chia 6 quận đang có của Đô thành Sài Gòn thành 8 quận mới: Nhứt, Nhì, 3, Tư, 5, 6, 7 và 8 (trừ 3 quận: Nhứt, Nhì, 3 giữ nguyên, các quận còn lại đều đổi tên và thay đổi địa giới hành chính). Lúc này, quận 7 trùng với một phần địa giới của quận 5 cũ.
Năm 1959, quận 7 có 6 phường: Bến Đá, Bình Đông, Cây Sung, Hàng Thái, Phú Định, Rạch Cát. Sự phân chia hành chính này vẫn giữ nguyên cho đến ngày 29 tháng 4 năm 1975.

### Giai đoạn 1975-1976
Sau khi Chính phủ Cách mạng lâm thời Cộng hòa Miền Nam Việt Nam tiếp quản Đô thành Sài Gòn và các vùng lân cận vào ngày 30 tháng 4 năm 1975, ngày 3 tháng 5 năm 1975 thành phố Sài Gòn - Gia Định được thành lập. Lúc này, quận 7 thuộc thành phố Sài Gòn - Gia Định cho đến tháng 5 năm 1976.
Ngày 20 tháng 5 năm 1976, tổ chức hành chánh thành phố Sài Gòn - Gia Định được sắp xếp lần hai (theo quyết định số 301/UB ngày 20 tháng 5 năm 1976 của Ủy ban Nhân dân Cách mạng thành phố Sài Gòn - Gia Định). Theo đó, quận 7 và quận 8 cũ hợp nhất lại thành quận 8 cho đến ngày nay. Như vậy, quận 7 cũ bị giải thể vào năm 1976.

### Quận 7, Thành phố Hồ Chí Minh (1997–nay)

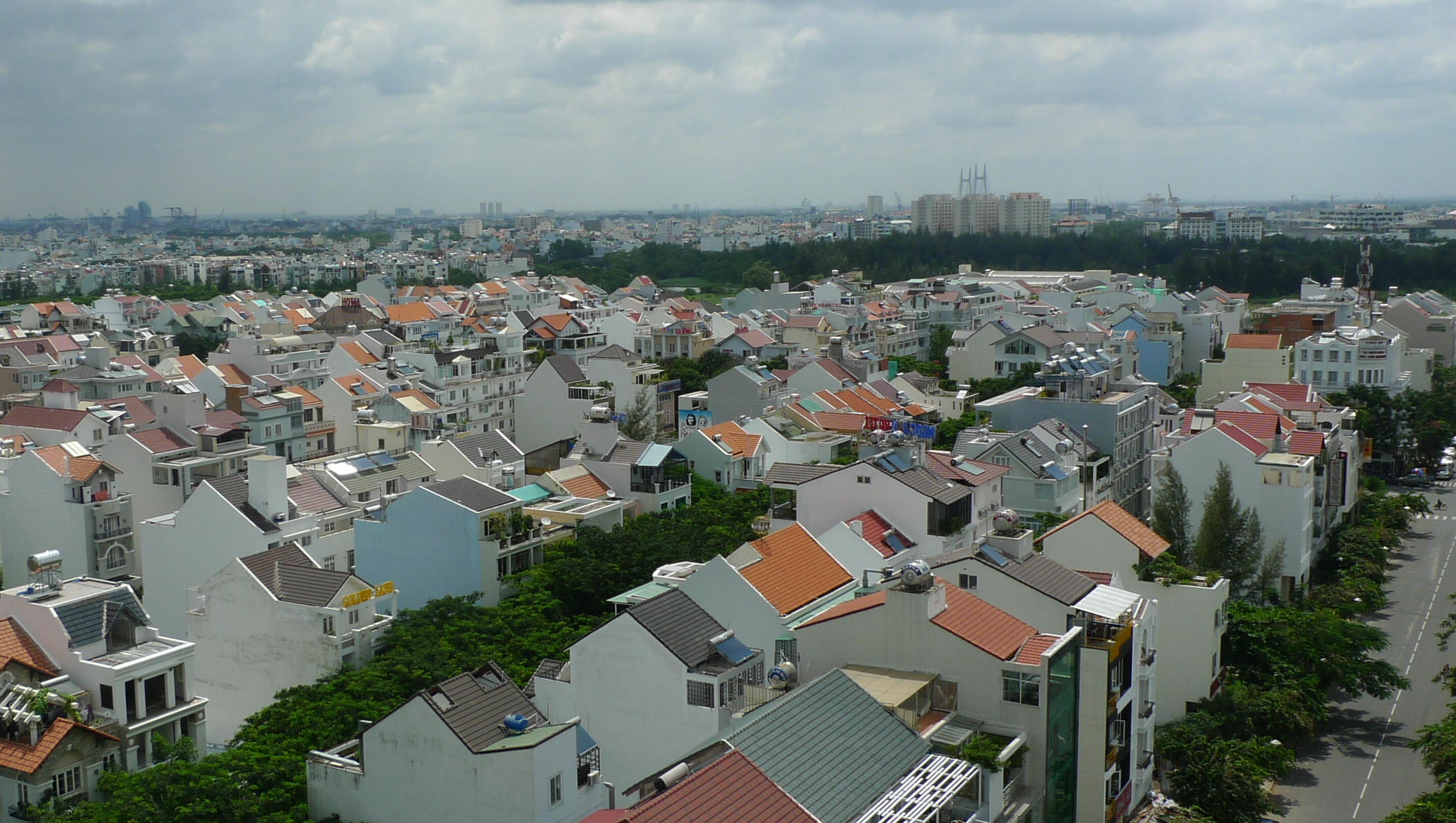
Một góc Khu đô thị Phú Mỹ Hưng

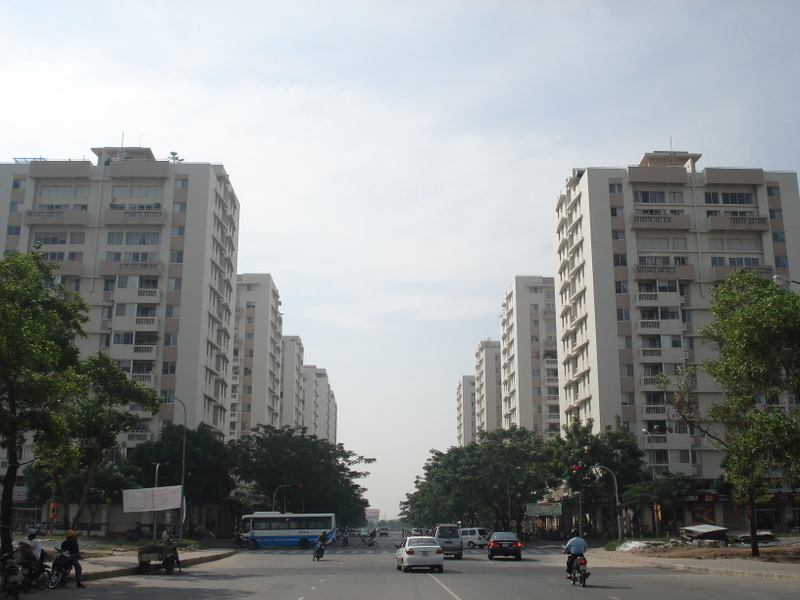
Quang cảnh một phần khu đô thị Phú Mỹ Hưng tại Nam Sài Gòn

Ngày 6 tháng 1 năm 1997, Chính phủ Việt Nam ban hành Nghị quyết số 03-CP về việc thành lập các quận, phường mới thuộc Thành phố Hồ Chí Minh. Nội dung về việc thành lập Quận 7 và các phường thuộc quận 7 như sau:
- Thành lập Quận 7 trên cơ sở toàn bộ diện tích tự nhiên và dân số của các xã Tân Quy Đông, Tân Quy Tây, Tân Thuận Đông, Tân Thuận Tây, Phú Mỹ, 337 ha diện tích tự nhiên và 6.636 nhân khẩu của thị trấn Nhà Bè thuộc huyện Nhà Bè.

Quận 7 có 3.576 ha diện tích tự nhiên và 90.920 nhân khẩu.
Giải thể xã Phú Mỹ và điều chỉnh một phần thị trấn Nhà Bè để thành lập 3 phường: Phú Mỹ, Phú Thuận, Tân Phú
Chuyển xã Tân Thuận Đông thành phường Tân Thuận Đông
Giải thể 3 xã Tân Quy Tây, Tân Quy Đông, Tân Thuận Tây và điều chỉnh phần còn lại của xã Phú Mỹ để thành lập 6 phường: Bình Thuận, Tân Thuận Tây, Tân Kiểng, Tân Quy, Tân Phong, Tân Hưng.
Ngày 16 tháng 6 năm 2025, Ủy ban Thường vụ Quốc hội ban hành Nghị quyết số 1685/NQ-UBTVQH15 (áp dụng từ ngày 30 tháng 6 năm 2025). Theo đó, giải thể quận 7 và sắp xếp lại các phường mới cụ thể như sau:
- Phường Tân Mỹ: Gồm các phường Tân Phú và một phần phường Phú Mỹ.
- Phường Tân Hưng: Gồm các phường Tân Phong, Tân Hưng, Tân Kiểng và phường Tân Quy.
- Phường Tân Thuận: Gồm các phường Bình Thuận, Tân Thuận Đông và phường Tân Thuận Tây.
- Phường Phú Thuận: Gồm các phường Phú Thuận và một phần phường Phú Mỹ.

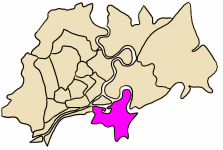
Vị trí Q7 trong nội thành
Tp Hồ Chí Minh

## Hành chính
Quận 7 có 10 phường trực thuộc, bao gồm: Bình Thuận, Phú Mỹ, Phú Thuận, Tân Hưng, Tân Kiểng, Tân Phong, Tân Phú, Tân Quy, Tân Thuận Đông và Tân Thuận Tây.

## Kinh tế - xã hội
Quận 7 có vị trí chiến lược trong khai thác giao thông thủy và đường bộ, đồng thời đây cũng là cửa ngõ phía Nam của Thành phố Hồ Chí Minh, là cầu nối mở hướng phát triển của thành phố với biển Đông và thế giới. Với những giá trị đó, quận 7 có điều kiện thu hút đầu tư trong và ngoài nước. Khu chế xuất Tân Thuận trên địa bàn quận là một trong những khu chế xuất lớn và hiệu quả nhất của thành phố.
Hiện nay trên địa bàn quận 7 đã và đang hình thành một số khu đô thị mới như khu đô thị Phú Mỹ Hưng, khu đô thị Cityland Riverside, khu đô thị Nam Phú Villas, khu đô thị Him Lam - Kênh Tẻ...

## Giáo dục

### Các trường đại học
| Tên trường                           | Địa chỉ                            | Ghi chú               |
| ------------------------------------ | ---------------------------------- | --------------------- |
| Đại học RMIT Việt Nam                | 702 Nguyễn Văn Linh, P. Tân Hưng   | Cơ sở TP. Hồ Chí Minh |
| Trường Đại học Cảnh sát nhân dân     | 36 Nguyễn Hữu Thọ, P. Tân Phong    | Trụ sở chính          |
| Trường Đại học Nguyễn Tất Thành      | 458/3F Nguyễn Hữu Thọ, P. Tân Hưng |                       |
| Trường Đại học Tài chính – Marketing | 27 Tân Mỹ, P. Tân Thuận Tây        |                       |
| Trường Đại học Tôn Đức Thắng         | 19 Nguyễn Hữu Thọ, P. Tân Phong    | Trụ sở chính          |

### Các trường Trung học phổ thông (THPT)
| Tên trường                         | Địa chỉ                                   |
| ---------------------------------- | ----------------------------------------- |
| Trường Quốc tế Việt Nam – Phần Lan | Số 1 đường D1, P. Tân Hưng                |
| Trường THPT Lê Thánh Tôn           | Số 124 đường số 17, P. Tân Kiểng          |
| Trường THPT Nam Sài Gòn            | Khu A, Đô thị mới Nam Sài Gòn, P. Tân Phú |
| Trường THPT Ngô Quyền              | 1360 Huỳnh Tấn Phát, P. Phú Mỹ            |
| Trường THPT Tân Phong              | 19F Nguyễn Văn Linh, P. Tân Phong         |

## Giao thông

### Đường phố
Gồm các đường đặt tên số, và các tên chữ dưới đây:
| Bắc Nam Bế Văn Cấm Bến Nghé Bertrand Russell Bùi Bằng Đoàn Bùi Văn Ba Cao Thị Chính Cao Triều Phát Chuyên Dùng Chính Đào Trí Đặng Đại Độ Đặng Đức Thuật Đô Đốc Tuyết Gò Ô Môi Hà Huy Tập Hoàng Quốc Việt | Hoàng Trọng Mậu Hoàng Văn Thái Hưng Long Huỳnh Tấn Phát Lâm Văn Bền Lê Thị Chợ Lê Văn Lương Lê Văn Thiêm Luther King Lâm Văn Bền Lãnh Binh Thăng Lưu Trọng Lư Lý Long Tường Lý Phục Man Mai Chí Thọ Mai Văn Vĩnh | Morison Nam Long Mỹ Hưng Ngô Thị Bì Ngô Thị Nhạn Nguyễn Bính Nguyễn Cao Nguyễn Đổng Chi Nguyễn Đức Cảnh Nguyễn Hữu Thọ Nguyễn Khắc Viện Nguyễn Lương Bằng Nguyễn Phan Chánh Nguyễn Thị Thập Nguyễn Thị Xiếu Nguyễn Văn Linh | Nguyễn Văn Quỳ Nguyễn Văn Tưởng Phạm Hữu Lầu Phạm Thái Bường Phạm Thiều Phạm Thị Ba Phạm Văn Nghị Phan Huy Thực Phan Khiêm Ích Phan Thị Út Phan Văn Chương Phố Tiểu Nam Phú Mỹ Hưng Phú Thuận Raymondienne Sáng Tạo | Tân An Huy Tân Mỹ Tân Phú Tân Trào Tân Thuận Tân Thuận Tây Tôn Dật Tiên Trần Trọng Cung Trần Văn Khánh Trần Văn Trà Trần Xuân Soạn Trần Quốc Toản Võ Thị Đặng Võ Thị Nhờ |